# Heterochelus maculatus
Heterochelus maculatus är en skalbaggsart som beskrevs av Kulzer 1960. Heterochelus maculatus ingår i släktet Heterochelus och familjen Melolonthidae. Inga underarter finns listade i Catalogue of Life.